# Тебякин, Владимир Александрович
Владимир Александрович Тебякин (1825—1877) — генерал-майор, герой штурма Плевны.

## Биография
Родился в 1825 году, образование получил в Дворянском полку, откуда выпущен в 1844 году унтер-офицером в Таврический гренадерский полк и в том же году произведён в офицеры.
В 1864 году Тебякин получил чин полковника и 13 января 1872 года был назначен командиром 64-го пехотного Казанского полка. С этим полком в рядах 16-й пехотной дивизии он выступил в поход 1877 года против Турции. 3 августа за боевые отличия Тебякин был произведён в генерал-майоры с назначением командиром 1-й бригады 3-й пехотной дивизии, а через неделю — командиром 1-й бригады 16-й пехотной дивизии. Однако из-за задержки прибытия нового командира полковника Лео, продолжал командовать Казанским полком до 26 августа. В бою 22 августа под Ловчей Казанский полк во главе с Тебякиным занял Рыжую гору. 

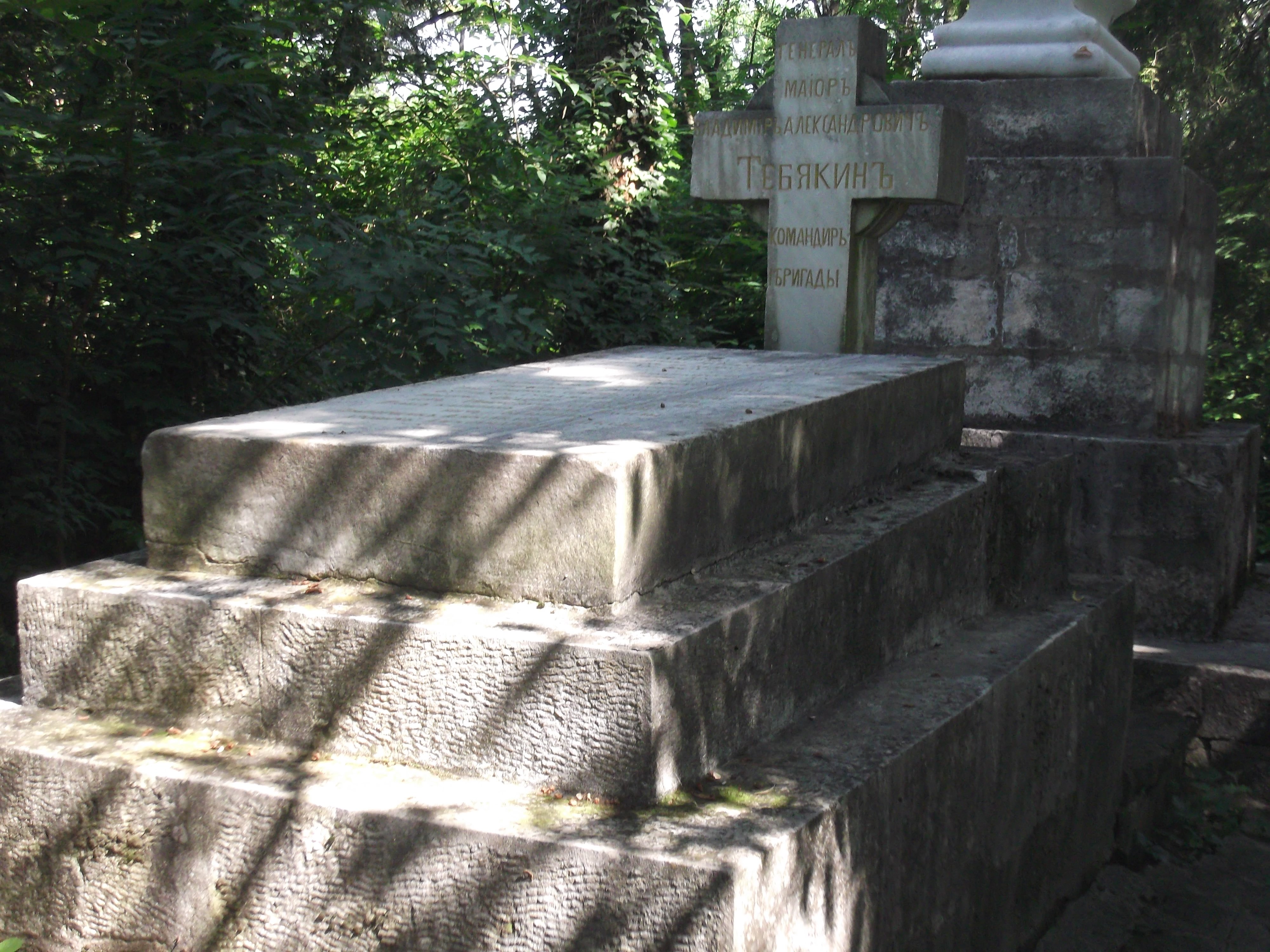
Памятник Владимиру Тебякину

30 августа под Плевной при отражении турецкой атаки со стороны редута Баглар-баши были выведены в подкрепление сражавшимся войска из Скобелевского редута № 1, в командование районом которых вступил начальник 3-й стрелковой бригады генерал-майор Добровольский. Вскоре Добровольский был смертельно ранен, и его заменил Тебякин. 31 августа кровавый бой продолжался; турки поражали редут № 1 не только со стороны Баглар-баши, но и в тыл из-за Тученицкого оврага. Вскоре третья часть артиллерийской прислуги выбыла из строя, и, наконец, одна граната срезала гребень траверса, ударила в зарядный ящик и взорвала его, причём Тебякин был контужен и обожжен; вслед за тем другой гранатой он был убит. Находившийся рядом с ним капитан Куропаткин был контужен.
Из списков Тебякин исключён 10 сентября.
Его брат Николай был майором.